# 上顎洞癌
上顎洞癌（じょうがくどうがん）は副鼻腔の一つである上顎洞にできる悪性腫瘍である。副鼻腔で発生する癌では最も頻度が高いが、発症例はごく稀である。他の組織へ転移する危険性はあまりないとされている。組織型としては扁平上皮癌の頻度が最も高い。また、初期の段階では自覚症状がほとんど出ないので早期発見が難しく、発見された時点では既に進行している場合も多い。

## 症状
- 血性鼻漏 : 癌から悪臭を放つ血性鼻漏が出る
- 複視 : 上顎洞から上へ癌が浸潤すると眼窩があり、これを侵す
- 顔面腫脹 : 上顎洞から前方へ癌が発育浸潤すると顔面（頬部）が盛り上がってくる

## 発生過程
- 慢性副鼻腔炎（蓄膿症）に長期間（数十年）にわたって罹ると、洞内部の多列繊毛上皮が重層扁平上皮（英語版）に化生するとともに発癌過程を踏み、扁平上皮癌が発生する。50歳を超えると発生の危険性が高くなる。
- 最近では抗生物質や消炎酵素薬の開発により慢性副鼻腔炎の段階での治療が可能となり発生頻度が減少している。

## 症状
- 下方型　上顎の疼痛や知覚鈍麻、硬口蓋や歯肉の腫れが見られる。
- 上方型　上顎神経領域の疼痛や知覚鈍麻、眼球突出が見られる。
- 後方型　かなり進行して三叉神経痛のような症状が出現。
- 前方型　鼻翼から頬部の腫脹が見られる。
- 内側壁型　異臭のする血性鼻汁や片側のみの鼻詰まり、涙目などが見られる。

放置しておくと腫瘍は肥大して頬骨を突き破り、腫瘍からの出血で脳神経を圧迫し、最悪の場合死に至る。また、頬骨を突き破るほど増殖するため激痛を伴う。この段階で摘出するにしても、上顎全摘出の可能性が非常に高く、脳に障害が残る危険性がある。
特に、春先は鼻詰まりや涙目で花粉症と思い込み、放置して悪化する危険性があるので注意を要する。花粉症との見分け方としては、花粉症の場合は両方の鼻腔が詰まるが、上顎洞癌の場合は、どちらか片方だけが詰まる。それは両方の副鼻腔に同時に癌が出来るのは、確率的にかなり低いためである。また、鼻汁も花粉症の場合はさらさらした透明な物が出るのに対し、上顎洞癌の場合は粘り気の強い黄色く血の混じった悪臭の放つものが出る。その理由は癌細胞の一部が膿として排出される際、一部から出血を伴うためである。また、涙目が見られる事もあるが、これは成長した癌が涙腺を圧迫し、行き場所を失った涙液が排出されたために見られるのである。いずれの症状も顔面の左右どちらかに出てくる。稀に癌細胞が成長していく際に歯の神経を圧迫するため、歯が痛む事もある。この場合、癌で痛む歯の近くで虫歯があると、痛みの原因が虫歯だと思い込んでしまう事もあり、癌を放置してしまう事がある。これらの症状を見分ける事ができれば、早期発見につながる。

## 治療法
- かつては上顎と眼球を含む眼窩内容物を摘出する手術療法のみだったが、最近では手術療法に放射線治療や化学療法を併用した三者併用療法が主流となり、機能温存が図られている。

- 上顎洞癌は慢性副鼻腔炎を長期間にわたって放置すると発生する危険性があるので、鼻の異常を感じたら受診し治療することが肝要である。副鼻腔炎の治療で発生の危険性は大幅に軽減される可能性が高まる。